# ドメニコ・チリッロ

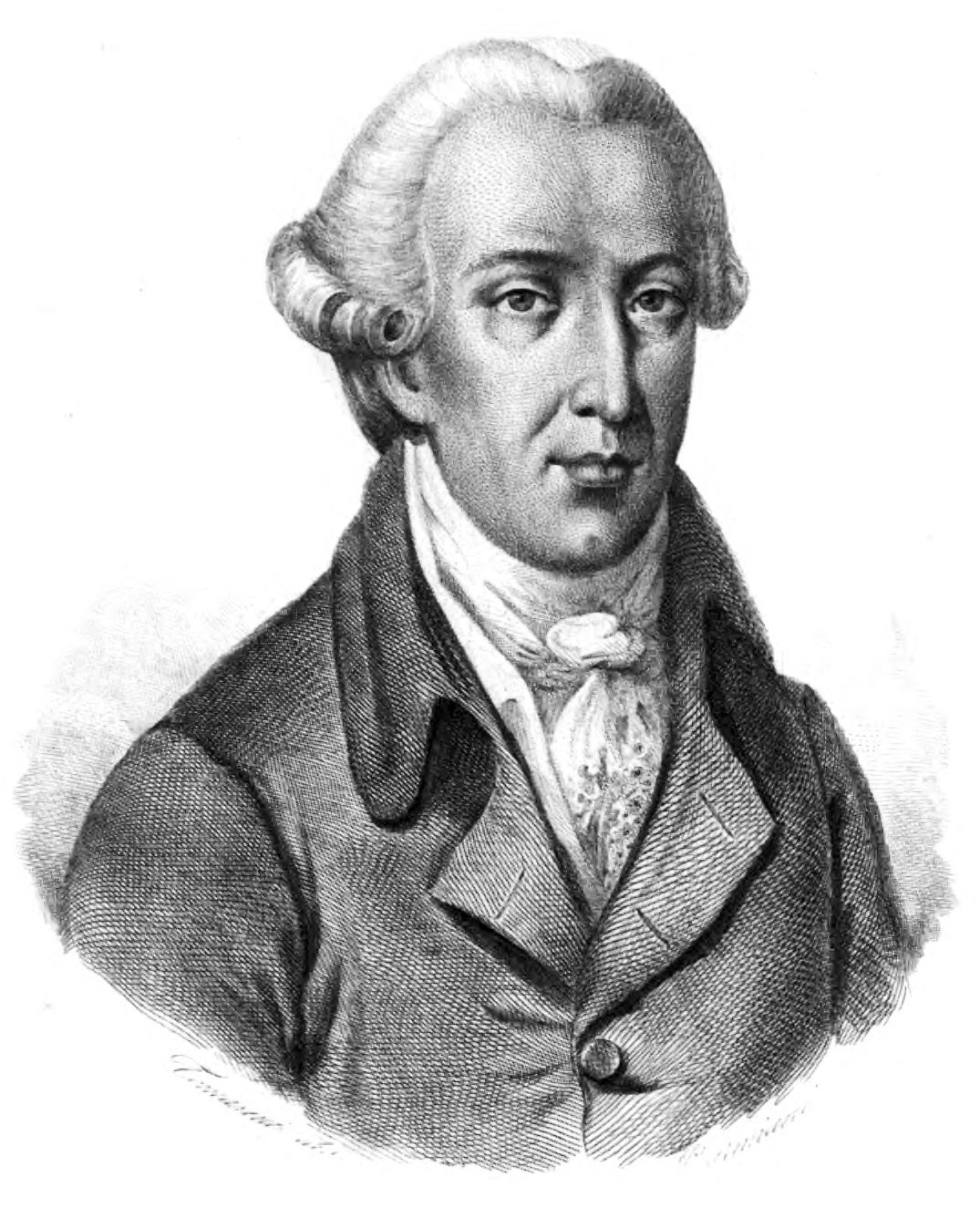
Domenico Cirillo

ドメニコ・マリア・レオーネ・チリッロ（Domenico Maria Leone Cirillo、1739年4月10日 - 1799年10月29日）は、イタリアの医師、植物学者、昆虫学者、政治家である。

## 略歴
ナポリ県のグルーモ・ネヴァーノで生まれた。代々、医師、博物学者の家系で1760年にはナポリ大学の植物学の教授になり、1777年には医学の教授となった。ナポリの病院（Ospedale degli Incurabili）で産科と生理学を教え、多くの貴族の主治医を務めた。イギリスやフランスに旅し、イギリスでは王立協会のフェローに選ばれ、カール・フォン・リンネらの科学者と交流した。1790年にはドイツ・科学アカデミー・レオポルディーナの会員に選ばれた。
フランス革命後、1799年にフランスの軍事力によってナポリに出来たパルテノペア共和国で、立法院の議長などの重要な職についたが、共和国が瓦解すると逮捕され処刑された。

## 著作
- Virile morali dell'Asino
- Ad botanicas institutiones introductio, Neapel, 1766, Neuauflage 1770
- De lue venerea, 1780
- De essentialibus nonnullarum plantarum characteribus, 1784
- Fundamenta botanicae, 2 巻, 1785, 1787
- Discorsi accademici, 1787, Neuauflage 1799
- Tabulae botanicae elementares quatuor priores, 1790
- Plantarum rariorum regni Neapolitani fasciculus, 1788
- Entomologiae Neapolitanae Specimen Primum, Neapel, 1787
- Materia medica regni mineralis, 1792